# Type 91 (granata)
La Type 91 è stata una granata (Kyūichi-shiki Shurudan in lingua giapponese) in dotazione alla fanteria dell'esercito e della marina dell'Impero giapponese a partire dal 1931. L'ordigno, versione a carica esplosiva maggiorata della granata Type 10, era stato pensato principalmente per essere utilizzato su vari tipi di lanciagranate. Conobbe vasto impiego durante la seconda guerra mondiale.

## Storia e produzione
Alla fine degli anni venti le forze armate giapponesi erano equipaggiate con la bomba a frammentazione Type 10, risalente al 1921 e progettata anche per essere adoperata su lanciagranate da fucile. Tuttavia la carica esplosiva (50 grammi) non dava sempre risultati soddisfacenti e perciò nel 1931 fu studiata e immessa in servizio una nuova granata, dal disegno e funzionamento identici ma con una quantità maggiore di esplosivo: accettata dall'esercito, fu designata come "Type 91", dalle ultime due cifre del corrispondente anno del calendario imperiale (il 2591). Essa inoltre si distingueva per una spoletta a tempo di 7-8 secondi, appositamente voluta per quando era sparata da congegni vari e non detonare in aria.
In totale furono prodotti circa 1 000 000 di esemplari, distribuiti in ragione di tre ordigni per soldato, e la granata continuò a essere usata sino alla fine della seconda guerra mondiale e del conflitto con la Cina. Tuttavia la spoletta a lunga combustione la rendeva poco adatta per il lancio manuale, quindi la Type 91 fu rimaneggiata nel 1937, creando il nuovo modello Type 97, una bomba a mano genuina. In seguito una certa percentuale delle Type 91 fu ricondizionata secondo il progetto della Type 97: ebbero una spoletta a tempo ridotto, furono dipinte in bianco e lungo l'orlo superiore furono infitte piccole borchie per evitare un uso erroneo su apparati di lancio. In azione la potenza dell'esplosione si dimostrò più volte insufficiente, l'involucro si spaccava in due oppure veniva triturato e non era raro che rimanessero inesplose. Peraltro l'attivazione del detonatore generava un forte schiocco e nei secondi precedenti l'esplosione la granata emetteva fumo con un sibilo caratteristico, permettendone l'individuazione e talvolta il rilancio da parte delle truppe avversarie.

## Caratteristiche
La Type 91 era una granata a frammentazione con involucro a sezione segmentata in ghisa, di forma cilindrica. Era lunga in totale 100 mm e presentava un diametro di 48 mm, per un peso complessivo di 475 grammi: di questi, 65 grammi costituivano la carica esplosiva a base di TNT. Il fondo dell'involucro presentava un piccolo incavo filettato, adatto ad accogliere un basamento apposito per l'impiego sui lanciagranate di reparto Type 10 e Type 89; era inoltre equipaggiabile con codolo ad alette allo scopo di spararla dai lanciagranate dei fucili d'ordinanza Type 38. Quando così configurata, la Type 91 era lunga 125 mm e pesava 533 grammi.
Al centro dell'involucro era avvitato un cannello per la spoletta a tempo, che sporgeva dalla sommità; qui erano contenuti il sostegno del percussore, il percussore stesso, una molla, la capsula, un cappellotto di ritegno a tacche che teneva insieme i componenti e infine la sicura, costituita da una graffetta a forma di "U" dotata di cordicella e i cui denti s'inserivano nel cappellotto. Infine, alla base, era stato ricavato un piccolo foro, coperto da una guaina in alluminio impermeabile, atta a far uscire i gas durante le operazioni di armamento. Il resto del cannello era occupato da una mistura di polvere di catalizzazione e in fondo dal detonatore, il quale poggiava su un tampone morbido, in carta o feltro. Per armare la granata l'operatore doveva avvitare verso il basso il percussore, in quanto esso era incassato nel proprio alloggiamento, fino a che non terminava la sua corsa; a questo punto il detonatore era armato e l'operatore procedeva a rimuovere la sicura, quindi sbatteva la testa della spoletta una superficie solida: ciò vinceva la resistenza della molla, rompeva un piccolo disco di ottone e permetteva al percussore di accendere l'innesco. La granata veniva dunque lanciata e il detonatore, raggiunto dopo 7 secondi dalla fiammella della polvere catalizzatrice, si attivava e faceva esplodere la carica di TNT.
Quando invece l'ordigno era utilizzato come proietto su lanciagranate di vario tipo, l'operatore avvitava un basamento con quattro fori di vampa, ripieno di una piccola quantità di propellente in una coppa di rame e con una capsula sul fondo, divisa dal propellente mediante un disco in acciaio. Procedeva quindi a disinserire la sicura e lasciava cadere la bomba nella canna, dove il percussore colpiva il basamento; una volta sparata, essa si armava in volo per effetto dell'inerzia.